# Nationaal park Gunung Merapi
Nationaal park Gunung Merapi is een nationaal park in Indonesië. Het ligt nabij de stad Yogyakarta op de grens van de provincies Midden-Java en Yogyakarta op het eiland Java.